# باد زولتسه
باد زولزه (بالألمانية: Bad Sülze) هي بلدة ألمانية تقع في ألمانيا في مكلنبورغ فوربومرن.[بحاجة لمصدر] يقدر عدد سكانها بـ 1,838 نسمة .

## المدن التوأمة
مدينة Pyrzyce هي مدينة توأمة لـباد زولزه.